# Bargi
Bargi är en ort i Indien.   Den ligger i distriktet Jabalpur och delstaten Madhya Pradesh, i den centrala delen av landet, 700 km söder om huvudstaden New Delhi. Bargi ligger 401 meter över havet och antalet invånare är 17 588.
Terrängen runt Bargi är platt. Runt Bargi är det tätbefolkat, med 550 invånare per kvadratkilometer. Det finns inga andra samhällen i närheten. Trakten runt Bargi består till största delen av jordbruksmark.